# Monterrein
Monterrein korábbi község Franciaországban, Morbihan megyében. Lakosainak száma 396 fő (2018. január 1.). Monterrein Ploërmel, Augan, Caro, La Chapelle-Caro és Val-d'Oust községekkel határos.
2019. január 1-jén a korábbi Ploërmel községgel egyesült és az így létrejött (azonos nevű) Ploërmel új község része lett.

## Népesség
A település népességének változása:
| Lakosok száma | 328  | 366  | 333  | 308  | 352  | 390  | 395  | 392  | 393  | 396  |
|               | 1968 | 1975 | 1982 | 1999 | 2006 | 2011 | 2013 | 2016 | 2017 | 2018 |